# Спірін Андрій Олександрович
Андрій Олександрович Спірін (рос. Андрей Александрович Спирин; 29 квітня 1983, Обнінськ, РРФСР — 13 червня 2022, Рубіжне, Україна) — російський офіцер, майор ЗС РФ. Герой Російської Федерації.

## Біографія
Виріс в Муромі, де закінчив школу №33. Навчався в Тульському артилерійському інженерному інституті, після закінчення якого служив в мотострілецьких частинах Ленінградського і Північно-Кавказького військових округів, потім — в 200-й окремій мотострілецькій бригаді, дислокованій в Печензі. З 24 лютого 2022 року брав участь у вторгненні в Україну, заступник командира мотострілецького батальйону з озброєнь, керував забезпеченням підрозділу боєприпасами. 13 червня 2022 року замінив пораненого командира роти свого батальйону і в той же день загинув у бою. 18 червня був похований на сільському цвинтарі «Грибовка» в Коржавіно.

## Нагороди
- Медаль ордена «За заслуги перед Вітчизною» 2-го ступеня
- Медаль «За відвагу»
- Медаль «За бойові заслуги»
- Медаль «За відзнаку у військовій службі» 3-го ступеня (10 років)
- Звання «Герой Російської Федерації» (12 липня 2022, посмертно) — «за мужність і героїзм, проявлені під час виконання військового обов'язку.» 26 липня медаль «Золота зірка» була передана рідним Спіріна адміралом Олександром Мойсеєвим.